# 国際連合ウィーン事務局
国際連合ウィーン事務局（こくさいれんごうウィーンじむきょく、英語: United Nations Office at Vienna、UNOV）は、オーストリア・ウィーンにある国際連合の事務所である。国連事務局の四つの主要事務所の一つで、1980年1月1日に設立された。国際的な薬物乱用統制、犯罪防止・刑事司法、宇宙空間の平和利用、国際商取引法に関する活動の本部となっている。
現事務局長は、2010年7月に就任したユリー・フェドトフ（ロシア連邦）。

## 沿革
ニューヨークの国連本部、ジュネーブ事務局に続き、1980年1月1日、国連の3番目の事務所として設立された（その後ナイロビ事務局が設立された）。
オーストリア政府の誘致により1957年に国際原子力機関 (IAEA) が、1967年に国際連合工業開発機関 (UNIDO) がウィーンに本部を置いたが、オーストリア政府はこれらの機関のためにウィーン国際センターを建設した（1979年8月23日公式に運営開始）。この施設の活用のため、他の国連の組織もニューヨーク、ジュネーブからウィーンに移転した。国連ウィーン事務局は、これらの組織の多くの事務局機能を担うこととなった。

## 役割
国連ウィーン事務所は、宇宙の平和利用に関する国連のプログラムを実施するとともに、ウィーン国際センターに置かれている国連機関のために、会議運営、広報、セキュリティ・安全、物品調達その他の一般的なサービスを提供する。ウィーン国際センターに本部又は支部を置く国連機関は、次のとおりである。なお、国連ウィーン事務局は、このうち国連薬物犯罪事務所 (UNODC) と密接な関係を持っており、上記の一般的サービスのほか、経理、人事、IT、通信機能を担う部署が、両組織の間で共有されている。
- 国連薬物犯罪事務所 (UNODC)
- 国際マネーロンダリング情報ネットワーク (IMOLIN)
- 国際麻薬統制委員会 (INCB)
- 包括的核実験禁止条約機関準備委員会 (CTBTO)
- 国際連合宇宙局 (UNOOSA)
- 国際連合郵便(UNPA)
- 国際連合情報サービス (UNIS)
- 国際連合プロジェクトサービス機関 (UNOPS)
- 原子放射線の影響に関する国連科学委員会 (UNSCEAR)
- 国際連合事務局の国際商取引法部門、及び国際連合国際商取引法委員会 (UNCITRAL)
- 国際連合事務局内部監査部（英語版） (OIOS)
- 国際連合環境計画 (UNEP)
  - カルパチア条約暫定事務局 (UNEP Vienna ISCC)
- パレスチナ占領地域における壁の建設による損害の国際連合登録簿 (UNRod)

## ガイドツアー
国際連合ウィーン事務所を訪れることができるガイドツアーは月曜日～金曜日の11時・14時・15時30分に実施される(7月と8月には12時30分にもスタート)。ガイドツアーでは、国連の様々な使命が詳しく紹介され、展示や会議室を見学する。